# Курбангалеев, Салих Мухутдинович
Сали́х Мухутди́нович Курбангале́ев (тат. Салих Корбангалиев, Salix Qorbanğälief, 18 ноября 1901, д. Биктово, Елабужский уезд, Вятская губерния — 6 мая 2001, Казань) — советский татарский врач, хирург, доктор медицинских наук (1955), профессор (1956), почётный изобретатель, один из организаторов и директор Казанского медицинского института (с 1930).

## Биография
Родился 18 ноября 1901 года в деревне Биктово, Елабужский уезд, Вятская губерния, Российская империя.
В 1918 году завершил учёбу в гимназии. В 1924 году окончил медицинский факультет Казанского университета. После этого остался работать в университете в хирургической клинике. Одновременно, с 1924 по 1926 год был заведующим санитарно-профилактическим отделом Народного комиссариата здравоохранения Татарской АССР.
Стал одним из организаторов Казанского государственного медицинского института и в 1930 году был назначен его первым директором. В 1931 году назначен Народным комиссаром здравоохранения Татарской АССР, работал на этом посту до 1934 года.
В 1935 году переехал в Ленинград, где начал работать в хирургической клинике Второго Ленинградского медицинского института.
В годы Великой Отечественной войны мобилизован в Красную армию, где служил ведущим хирургом фронтовых госпиталей. Майор медицинской службы. Награждён медалями: «За оборону Сталинграда», «За победу над Германией в Великой Отечественной войне 1941—1945 гг.» и орденами: Красной Звезды, Отечественной войны II степени, Отечественной войны I степени.
В 1955 году начал преподавать в Первом Ленинградском медицинском институте на кафедре госпитальной хирургии. В том же году защитил докторскую диссертацию на тему: «Височная позадигассерова невротомия при невралгии тройничного нерва». В 1956 году избран профессором.
С 1961 по 1977 год возглавлял кафедру общей хирургии, с 1977 по 1979 год ― профессор-консультант. Салих Курбангалеев стал организатором первого специализированного отделения сосудистой хирургии в клинике института. Создал и усовершенствовал сосудистые протезы, организовал первый промышленный выпуск отечественных терпленовых (лавсановых) протезов. Получил 3 авторских свидетельства на изобретения.
Сфера научных интересов его лежат в области диагностики и хирургическому лечению заболеваний сосудов, трофических язв, а также по проблемам гнойной хирургии.
Умер 6 мая 2001 года в Казани.

## Награды и звания
- Орден Отечественной войны I степени
- Орден Отечественной войны II степени
- Орден Красной Звезды
- Медаль «За оборону Сталинграда»
- Медаль «За победу над Германией в Великой Отечественной войне 1941—1945 гг.»
- Медаль «За трудовую доблесть» (17.04.1940) — «за успешную работу и проявленную инициативу по укреплений обороноспособности нашей страны» (в Указе проименован как Садих Мухуддинович)
- Почётный изобретатель

## Память
- Одна из улиц коттеджного поселка «Казанская Усадьба» была названа именем Салиха Курбангалиева[5].